# 鹰钩鼻

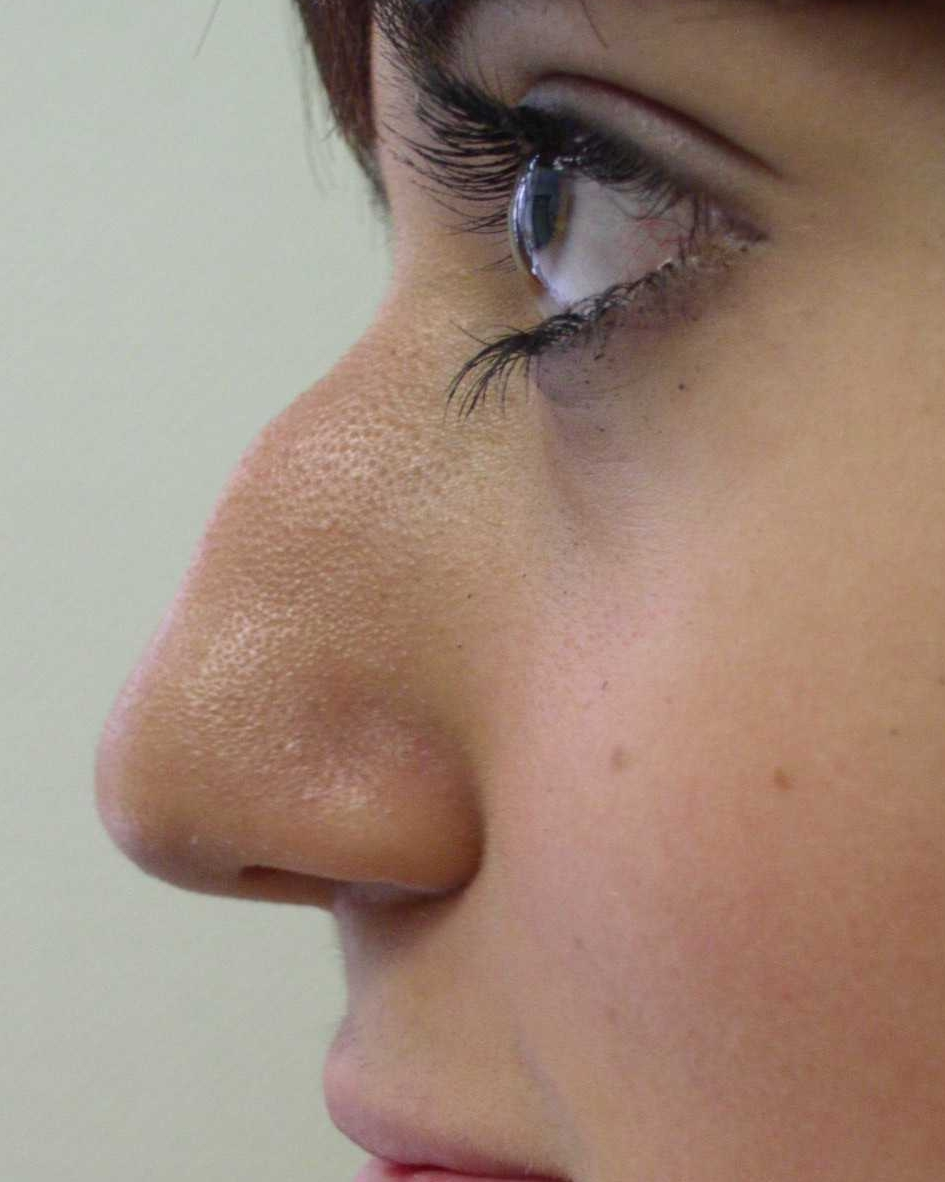
鹰钩鼻

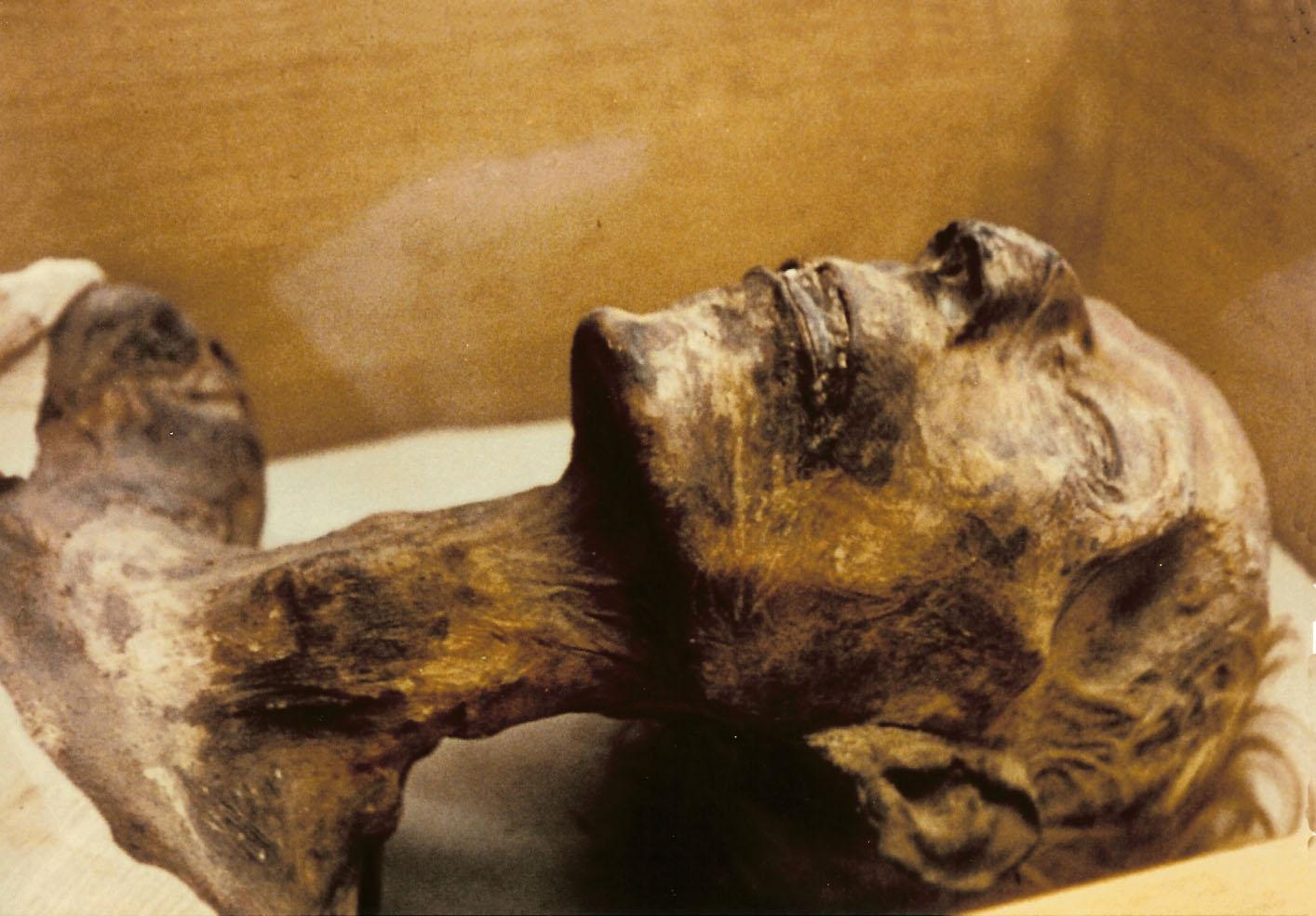
拉美西斯二世木乃伊的鹰钩鼻

鹰钩鼻（英語：Aquiline nose），又称为结节鼻、羅馬鼻（Roman nose），台語稱啄鼻或啄鼻子（tok-phīnn-á），是种鼻梁部位比较凸出的人类鼻子类型。从侧面看，它有着弯曲的外形，鼻尖稍微向下钩，类似老鹰的喙。